# Коллективистский анархизм
Коллективи́стский анархи́зм или ана́рхо-коллективи́зм — одно из направлений революционного социального анархизма. Наибольший вклад в развитие данной теории внес анархист, член Первого Интернационала Михаил Бакунин. Михаил Бакунин выступал против государственной и частной собственности на средства производства, предлагая вместо этого идею общественного распоряжения ими непосредственными производителями, через организацию «свободных ассоциаций».

## Анархо-коллективистские идеи Бакунина
Михаил Бакунин исходил из идеи революционного преобразования общества, он считал, что только таким образом может быть создано общество, основанное на коллективистских началах. После того как будет осуществлена коллективизация средств производства предполагалось изменение системы оплаты труда: каждый должен был получать в зависимости от отработанного времени, а получаемая за отработанное время плата стала бы тратиться на товары на общекоммунальном рынке.
Впрочем, в 1871 году, в «Прибавлении А» книги «Государственность и Анархия» Бакунин писал:

«Другие постараются основать сельские колонии, в которых, кроме общего пользования землею, столь известного нашим крестьянам, проведут и применят начало им еще совсем незнакомое, но экономически необходимое, начало коллективного обрабатывания общей земли и равного разделения продуктов или цены продуктов между собою на основании самой строгой справедливости, не юридической, а человеческой, т. е. требуя больше работы от способных и сильных, меньше от неспособных и слабых, и распределяя заработки не в меру работы, а в меру потребностей каждого».
В этом состоит отличие от анархистского коммунизма, исходящего из принципиальной посылки уничтожения товарно-денежных отношений и провозглашающего, что «все принадлежит всем» и «каждому по потребности». В связи с этим Брайан Моррисс считает, что коллективистский анархизм Бакунина представлял собой смесь коллективизма и индивидуализма.
При этом изначально коллективисты (Михаил Бакунин, Джеймс Гильом и их сторонники) использовали самоназвание «коллективизм» чтобы их отличали, с одной стороны от мютюэлистов, последователей Прудона, а, с другой стороны, от социалистов-государственников, к которым они относили, в частности Карла Маркса и его последователей.

«Во имя свободы, которую мы признаем как единственную основу и единственный законный творческий принцип всякой организации, мы всегда будем протестовать против всего, что хоть сколько-нибудь будет похоже на государственный социализм и коммунизм.

## Первый интернационал
Антиавторитарные секции Первого интернационала провозгласили в 1872 году на конгрессе в Сент-Имье (Швейцария), что "стремление пролетариата не может иметь никакой иной цели, кроме учреждения абсолютно свободной экономической организации и федерации, основанной на труде и равенстве всех и абсолютно независимой от всякого политического правительства", в котором каждый рабочий будет иметь «право пользования продукта его труда и таким образом средств развития его полных интеллектуальных, материальных и моральных способностей в условиях коллективизма». Данное революционное преобразование могло «быть только результатом действий самого пролетариата, его рабочих организаций и автономных коммун».
К концу девятнадцатого столетия большая часть европейского анархистского движения приняла анархо-коммунистические положения, отстаивая принципы отмены товарно-денежных отношений в пользу распределения продуктов труда по потребностям. Как ни странно, термин «коллективизм» становился в это время всё более связанным с марксистскими государственным социализмом, что выражалось в защите его сторонниками идеи сохранения системы наёмного труда на время перехода к полному коммунизму. Пётр Кропоткин критиковал эти идеи в своём эссе «Наёмный труд в коллективистском обществе» которое было переиздано в его книге «Хлеб и воля» в 1892-м году.

## Теория
Различие между коллективистской и коммунистической школами анархизма лежит в сохранении системы наемного труда после социализации коллективистами, в то время как анархо-коммунисты считали необходимым не просто социализировать средства производства, но и продукты труда.
Анархо-коллективисты не всегда выступают против использования денег, в данном вопросе их подход может быть вариативным. При этом изначально анархо-коллективисты считали свои теоретические изыскания моделью потенциально возможного перехода к коммунистическому анархизму. Джеймс Гильом, товарищ Бакунина по Первому Интернационалу, писал, что анархо-коллективистское общество «обеспечит совместное использование орудий труда, которые являются собственностью каждой из этих групп и которые, путём двустороннего соглашения, будут становиться коллективной собственностью всей… федерации».
Коллективисты высказываются в пользу автономии рабочего места и самоуправления «рабочих на различных фабриках не имеют ни малейшего намерения передать с трудом завоеванный контроль над орудиями труда высшей власти, называющей себя „корпорация“».

## Известные анархо-коллективисты
- Анархо-коллективисты (категория)